# Walter Sofka
Walter Sofka (* 20. November 1906 in Wien; † 2000 in Linz) war ein österreichischer Schauspieler und Regisseur.

## Leben
Walter Sofka wurde als Sohn des Direktors Leopold Sofka und seiner Ehefrau Karoline geboren. Nach dem Studium der Philosophie erhielt er eine Ausbildung an der Akademie für Musik und darstellende Kunst in Wien. Erste Bühnenerfahrungen sammelte er ab 1926 am Volkstheater in Wien und an Theatern in Bielitz und Salzburg. Es folgten Auftritte an den Städtischen Bühnen in Graz in den Jahren 1935 bis 1939, von 1939 bis 1941 an dem Residenz-Theater in Wiesbaden und von 1941 bis 1943 an dem Mellini-Theater in Hannover. Nach 1945 hatte er Engagements an verschiedenen Wiener Bühnen (unter anderem Renaissancetheater und Theater in der Josefstadt), dem Stadttheater in Baden und in späteren Jahren am Landestheater in Linz.
So war er 1955 an dem Theater in der Josefstadt in Alexandre Dumas Kean (Bearbeitung von Jean-Paul Sartre) als Melville zu sehen. 1970 führte Walter Sofka am Stadttheater in Baden neben der Verkörperung der Hauptrolle des Matthias Ferner auch die Regie in Ludwig Anzengrubers Volksstück Der Meineidbauer. Im Jahr 1971 ist ein Auftritt in Henrik Ibsens Theaterstück Ein Volksfeind (Ein Feind des Volkes) am Landestheater Linz zu verzeichnen.
Walter Sofka wirkte auch in einigen Film- und Fernsehproduktionen mit. Darunter befanden sich 1953 der Unterhaltungsfilm Ein tolles Früchtchen von Franz Antel mit Bully Buhlan, Fritz Eckhardt und Hans Holt und 1964 die Fernsehadaption von Eugene O’Neills Der Strohhalm in der Regie von Gerhard Klingenberg mit Brigitte Grothum, Klausjürgen Wussow und Alexander Golling. 1982 trat er noch einmal in einem Spielfilm auf. In Hirnbrennen von Leopold Huber spielte er neben Peter Clös, Enzi Fuchs und Gerhard Dorfer.

## Rolle im Nationalsozialismus
Bereits in seiner Grazer Zeit war Walter Sofka ein überzeugter Anhänger des Nationalsozialismus. Das selbsternannte „Kampfblatt der nationalsozialistischen Arbeiter“, der Arbeitersturm, berichtet über eine Festaufführung von Schillers Wilhelm Tell im Rahmen des Volksbildungswerkes Urania im Grauer Obernhaus, die „unter der Spielleitung von Pg. Walter Sofka in Szene ging“: „Vor Beginn der Aufführung sprach Schauspieler Pg. Sofka einen von Begeisterung getragenen Prolog an den Führer vom Grazer Dichter Franz Karl Wagner. Der Festvorstellung wohnten der Landeshauptmann Pg. Ing. Helfrich mit den übrigen Herren der Landesregierung sowie der Bürgermeister von Graz, viele deutsche Offiziere und vor allem Abordnungen der SA, SS, des BdM und der HJ bei.“ An der Gaubühne Niederdonau (Stadttheater Baden) wirkte Sofka wiederholt als Schauspieler in einer Hauptrolle, etwa in der Erstaufführung des Lustspiels Der Mann mit den grauen Schläfen, oder als Regisseur, etwa in Das Mädl aus der Vorstadt von Johann Nestroy.

## Ehrungen
- 1985: Ehrenzeichen in Gold der Sudetendeutschen Landsmannschaft in Österreich

## Filmografie (Auswahl)
- 1953: Ein tolles Früchtchen
- 1957: Noch minderjährig (Unter Achtzehn)
- 1964: Der Strohhalm (Fernsehfilm)
- 1982: Hirnbrennen

## Hörspiele (Auswahl)
- 1969: Paul Verhoeven, Toni Impekoven: Das kleine Hofkonzert – Regie: Ferry Bauer (Hörspielbearbeitung – ORF Oberösterreich)